# فريجيا الهلسبونتية

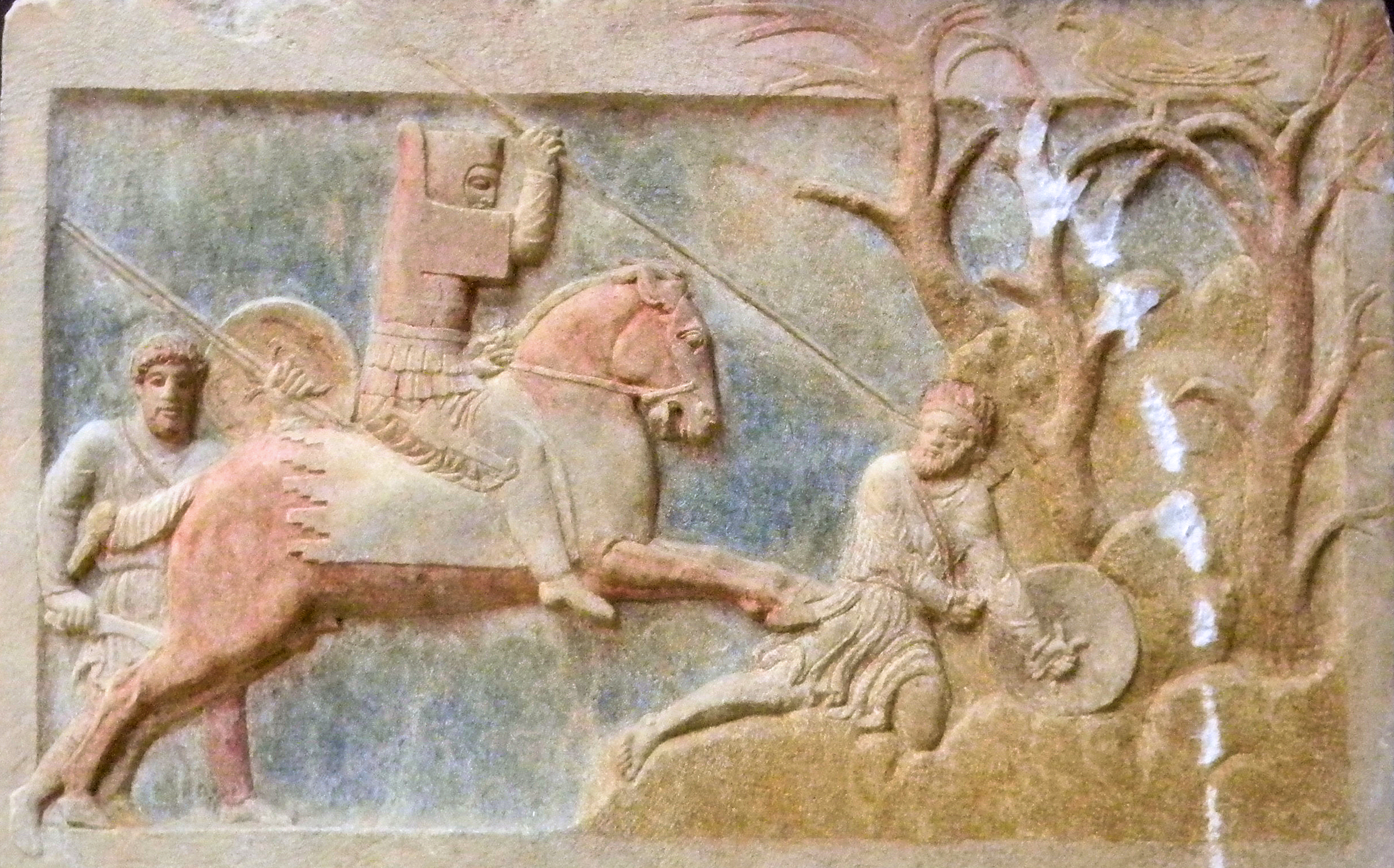
سلالة أخمينية من فريجيا الهلسبونتية تهاجم psilos اليوناني، تابوت Altıkulaç، أوائل القرن الرابع قبل الميلاد.

فريجيا الهلسبونتية (بالإغريقية: Ἑλλησποντιακὴ Φρυγία، رومنة: Hellēspontiakē Phrygia) أو فريجيا الصغرى : μικρᾶ Φρυγία، رومنة: mikra Phrygia) كانت ساترابًا فارسيًا (مقاطعة) في شمال غرب الأناضول، جنوب شرق الدردنيل (هيليسبونت). كانت عاصمتها داسيليوم، وكانت تحكمها في معظم فترات وجودها سلالة فارناسيد الوراثية الفارسية. لقد شكلت المقاطعات الإدارية لمنطقة فريجيا الأوسع إلى جانب مع فريجيا الكبرى.

## التاريخ

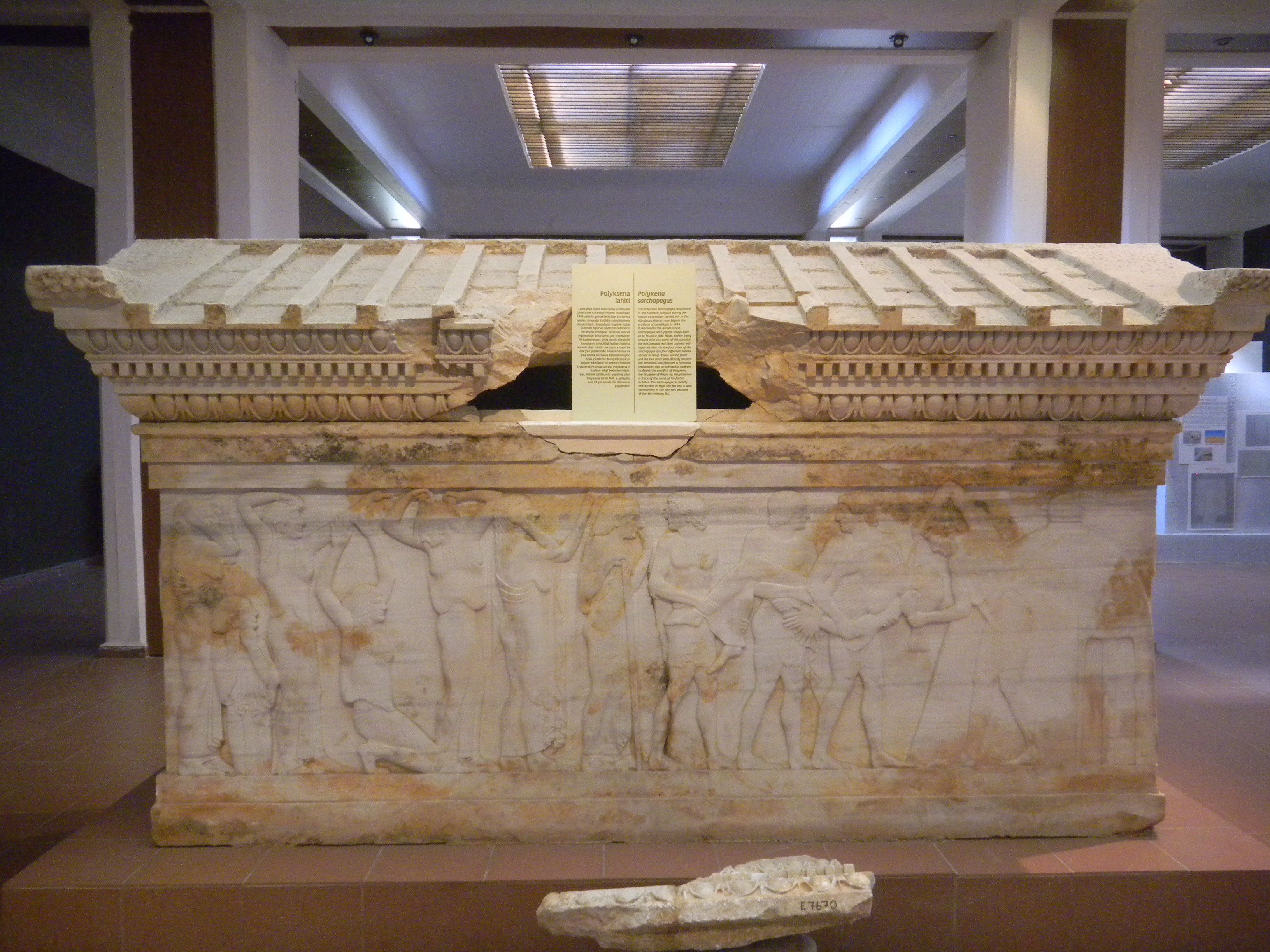
تابوت بوليكسينا من فريجيا الهلسبونتية، على الطراز اليوناني القديم المتأخر، 520 إلى 500 قبل الميلاد. متحف جناق قلعة الأثري.

تم تأسيس الساتراب في بداية القرن الخامس قبل الميلاد، خلال فترة إعادة التنظيم الإداري للأراضي في غرب آسيا الصغرى، والتي كانت من بين أهم المناطق الأخمينية.
كان أول حاكم أخميني من لفريجيا الهلسبونتية، ميتروباتس، (حوالي العام 525 حتى العام 522 قبل الميلاد)، الذي عينه كورش الكبير واستمر في عهد قمبيز. لقد قُتل واستوعبت أراضيه من قبل ساتراب ليديا المجاورة، أورويتس. وبعد إعادة تنظيم دارا الأول، خلف ميتروباتيس أوباريس الثاني (حوالي العام 493) وهو ابن ميجابازوس.
ثم أصبح أرتابازوس ساترابًا حوالي عام 479 قبل الميلاد، وبدأ سلالة فارناسيد، التي حكمت فريجيا الهلسبونتية حتى فتوحات الإسكندر الأكبر (338 قبل الميلاد).
عندما كان الإسكندر الأكبر يحتل الإمبراطورية الأخمينية ودمجها في إمبراطوريته، فقد عين الجنرال المقدوني كالاس ليحكم فريجيا الهلسبونتية في عام 334 قبل الميلاد، بعد أن أرسل بارمينيون لتأمين داسيليوم، عاصمة المقاطعة. مُنح كالاس، كونه أول حاكم غير أخميني للمقاطعة، لقبًا فارسيًا «ساتراب»، بدلًا من اللقب المقدوني، وأمره الإسكندر بجمع نفس الجزية من رعاياه التي تم دفعها إلى داريوس الثالث. بعد وفاة الإسكندر الأكبر عام 323، مُنح الساتراب لليوناتوس، الذي قُتل في الحرب اللمومية. استولى ليسيماخوس على المنطقة، وأضيفت إلى الإمبراطورية السلوقية بعد معركة كوروبيديوم (عام 281 قبل الميلاد)، وتم دمجها أخيرًا في مملكة بيثينيا.

## ساترابات فريجيا الهلسبونتية الفرس

### الساترابات الأخمينيين
- ميتروباتس (حوالي 520 قبل الميلاد)
- ميجابازوس (حوالي 500 قبل الميلاد)
- أوباريس الثاني (حوالي 493 قبل الميلاد)
- أرتابازوس الأول من فريجيا - حكم من العام 477 حتى العام 455 (؟)
- فارنابازوس الأول - حكم من العام 455 (؟) حتى قبل العام 430
- فارناسيس الثاني  [لغات أخرى]‏ - ص. قبل 430 - بعد 422
- فارنابازوس الثاني - حكم من قبل العام 413 حتى العام 387
- Ariobarzanes من فريجيا - حكم من العام 387 حتى العام 363 أو 362
- أرتابازوس الثاني - حكم من العام 363 أو 362 حتى العام 353
- آرسايتس - حكم من العام 353 حنى العام 334

### الساترابات التابعين للإسكندر
- كالاس - حكم من العام 334- حتى العام 323
- ليوناتوس - حكم من العام 323 حتى العام 321